# Robert Brunet

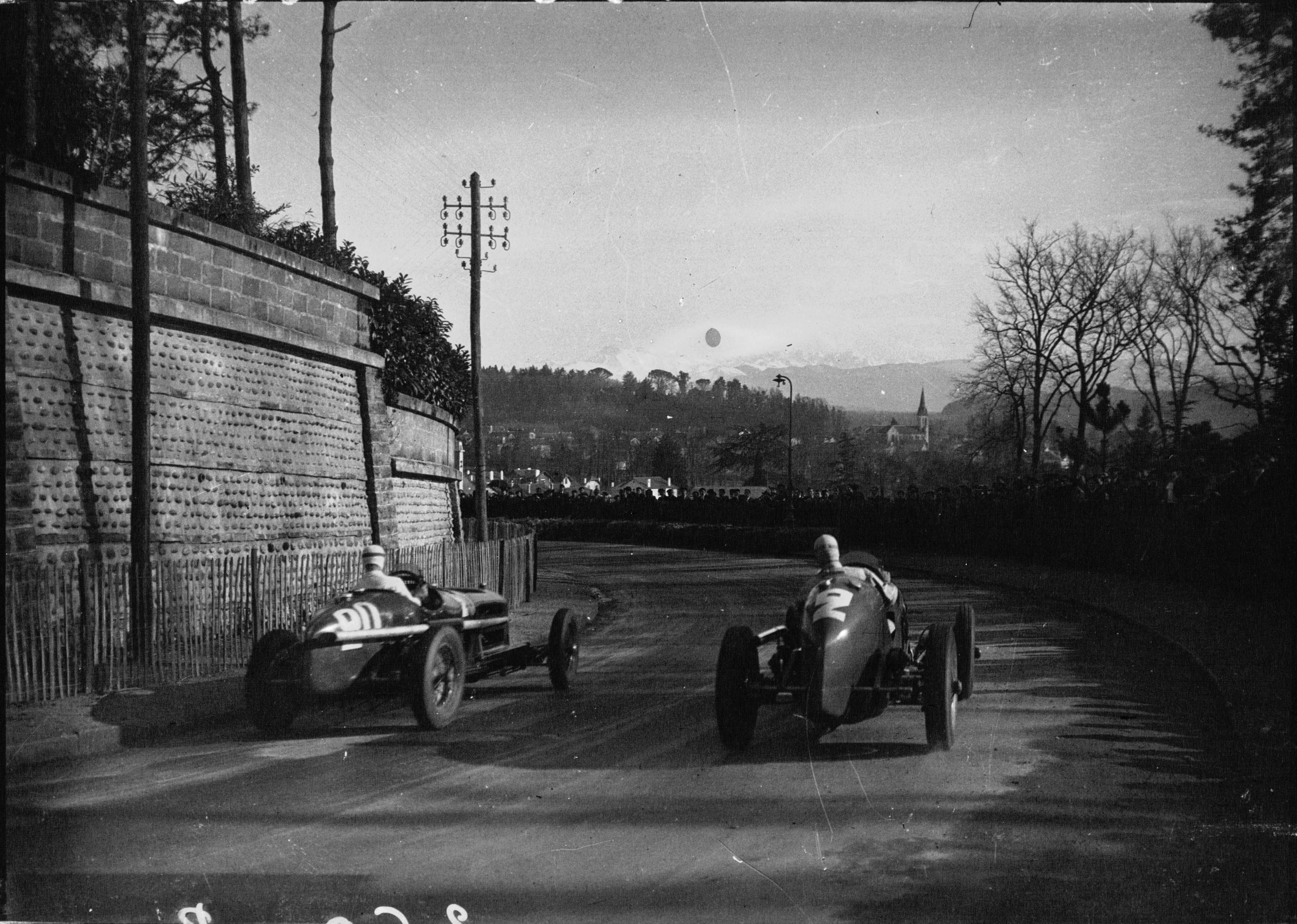
René Dreyfus à la corde, doublé à sa droite par R. Brunet sur Alfa Tipo B, au Grand Prix de Pau 1933.

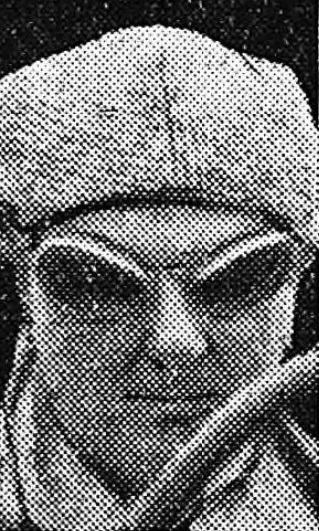
Robert Brunet en course en 1935.

Robert Brunet, né le 8 mars 1903 à Bordeaux et mort le 31 janvier 1982 à Garches, est un pilote automobile français sur circuits, également chef d'entreprise.

## Biographie
De naissance modeste, mais séduisant et avec parfois un côté quelque peu extravagant, il épouse en 1926 la riche comtesse de Choiseul, qui lui permet de commencer à assouvir sa passion des sports mécaniques.
Sa carrière s'étale de 1931 à 1951 avec près de 45 départs en Grands Prix, essentiellement de 1933 à 1936.
Il dispute sa première épreuve sur une de Coucy au Grand Prix de Dieppe, puis il évolue plus efficacement sur une Bugatti Type 51 rachetée à Jean-Pierre Wimille, entre 1933 et 1934. Il alterne avec une Alfa Romeo P3 comme aux Grands Prix de Pau en 1933 ou de l'UMF en 1934. En 1934 et 1935 il est pilote officiel pour l'écurie helvète Braillard (sl), pour remplacer Louis Braillard au volant durant quelques courses, tout en ayant pour équipier Benoît Falchetto. Il opte pour une Maserati 8CM en mars 1936, puis à compter de mai 1936, il commence à concourir sur voitures de sport pour Delahaye grâce à la type 135 (8e du Tourist Trophy, avec l'anglais Charlie Martin), exclusivement à partir de 1937.
Durant la Seconde Guerre mondiale, il prend la direction d'une entreprise de fabrication d'accumulateurs automobile. En 1947 celle-ci compte 400 employés pour assumer les contrats passés avec l'armée française, mais elle fait faillite en 1950. Deux autres dépôts de bilan suivront plus tard. Le revers financier de 1950 empêche Brunet d'acheter la douzième et dernière Talbot-Lago T26C Grand Prix construite qu'il désirait s'offrir à 47 ans, ceci bien qu'ayant déjà donné un acompte en 1948. Brunet cesse toute compétition durant le courant de l'année 1951.
Il participe aux 24 Heures du Mans à trois reprises, toujours sur Delahaye, en 1937, 1939 et 1949, terminant cette année-là cinquième en étant vainqueur de la catégorie S5.0, avec Pierre Meyrat, sur la voiture de ce dernier, une 135CS (MS).
Ses derniers résultats significatifs sont acquis en Sportscars, avec Riley (1946), Delage (1948) et Delahaye (1949). Il ne parvient pas à se qualifier pour une quatrième apparition au Mans en 1951, sur Porsche 356 SL.
Il doit subir deux trépanations crâniennes durant son existence à la suite d'accidents, alors qu'il n'avait pas encore arrêté la compétition.
Robert Brunet ne doit pas être confondu avec Charles Brunet, vainqueur de la Course de côte de Château-Thierry 1931, qui dispute les 24 Heures du Mans 1934 (sur une Bugatti Type 55 personnelle), les Grands Prix de Dieppe et de La Baule durant la première moitié des années 1930.

## Palmarès
Grands Prix:
- 2e du Grand Prix de l'UMF 1934 (sur Alfa Romeo Monza 2300 S8)
- 3e du Grand Prix de Picardie 1934 (sur Bugatti)
- 3e du Grand Prix de l'ACF 1936 (sur Delahaye 135CS, comme pilote d'appoint de Goffredo Zehender)

Tourisme:

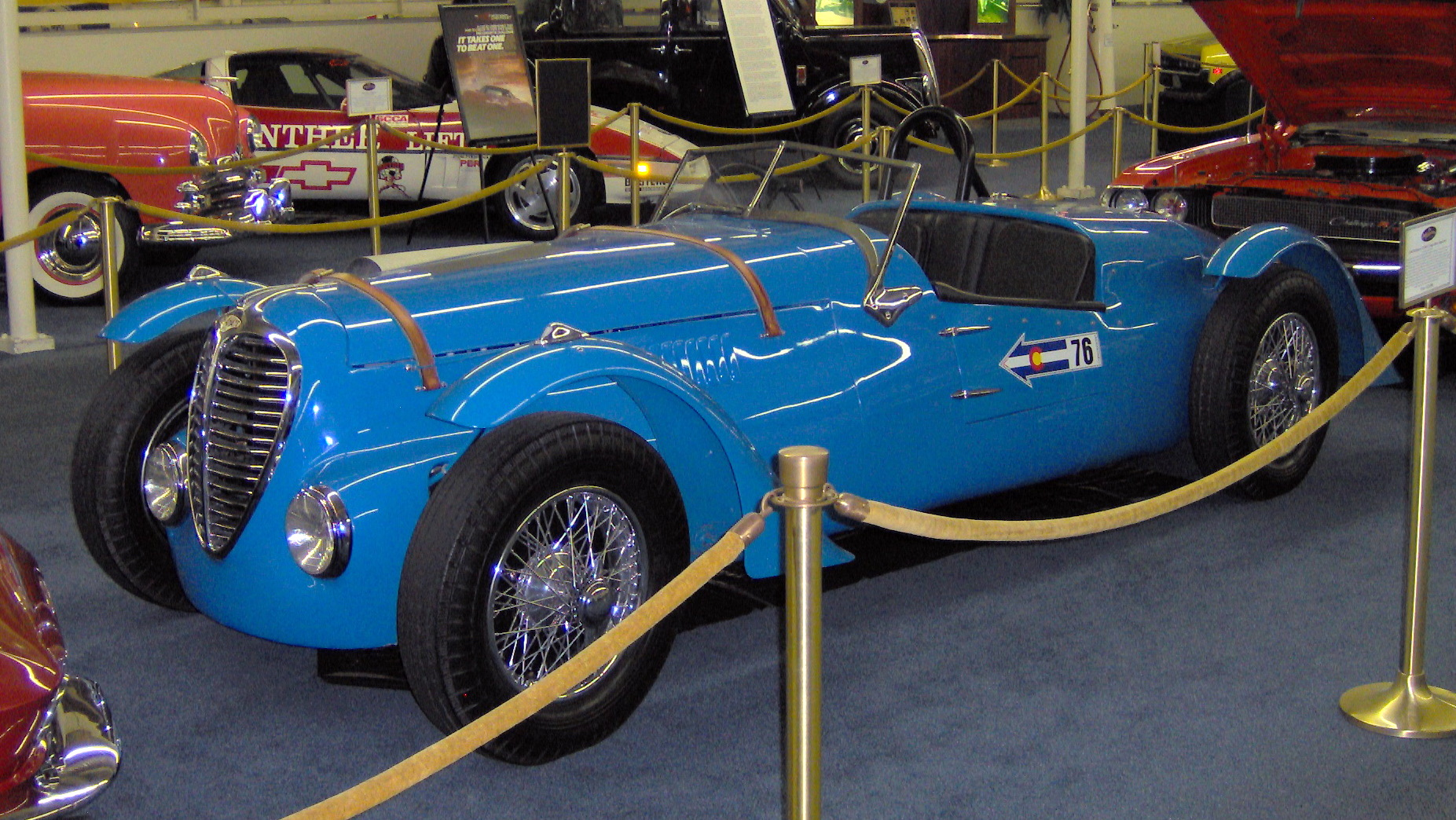
La Delahaya 135 version MS, de 1949.

- 2e de la Coupe du Palais de la Méditerranée (sur Riley 1500/4, à Nice)
- 2e des 12 Heures de Paris 1948 (sur Delage D6, avec Henri Louveau)
- 3e des 3 Heures de Marseille 1936 (sur Delahaye 135)
- 5e des 24 Heures du Mans 1949 (avec Meyrat, victoire de classe 5,0 l)